# Acidente do Fokker 50 da Jetways Airlines em 2024
O acidente do Fokker 50 da Jetways Airlines em 2024 aconteceu no dia 18 de janeiro de 2024, quando um vôo da Jetways Airlines, partindo de Mogadíscio, teve uma excursão de pista em seu destino, no Aeródromo de Ceelbarde, em Bakool, destruindo uma casa no final da pista. Não haviam passageiros na aeronave, que carregava ajuda humanitária da capital somali. Dos quatro tripulantes da aeronave, o comandante faleceu, com o primeiro oficial ficando ferido e os outros dois tripulantes ficando "chocados e sem palavras".

## Aeronave
A aeronave envolvida no acidente era um Fokker 50, matricula 5Y-JWG e tendo o número de série 20191. Com mais de 30 anos de vida operacional, a aeronave entrou em serviço em 1990 pela NLM CityHopper, sendo operado pela KLM CityHopper antes de ser convertido como aeronave de carga e ser operado pela MiniLiner e pela Jetcom. A aeronave foi adquirida pela companhia queniana Jetways Airlines em 2017.

## Acidente
O Aeródromo de Ceelbarde confirmou o acidente, reportando que a aeronave carregava quatro servidores de Programa Alimentar Mundial da ONU. A aeronave impactou contra uma casa nas proximidades do aeroporto logo após tentar uma arremetida e um dos trens de pouso falhar.